# Dimitrij Skolil
Dimitrij Skolil (c. 1931-11 de marzo de 2023) fue un deportista checoslovaco que compitió en piragüismo en la modalidad de eslalon. Ganó tres medallas en el Campeonato Mundial de Piragüismo en Eslalon, en los años 1955 y 1957.

## Palmarés internacional
| Campeonato Mundial | Campeonato Mundial | Campeonato Mundial | Campeonato Mundial |
| Año                | Lugar              | Medalla            | Competición        |
| ------------------ | ------------------ | ------------------ | ------------------ |
| 1955               | Tacen (Yugoslavia) | Medalla de bronce  | F1 por equipos     |
| 1957               | Augsburgo (RFA)    | Medalla de plata   | F1 individual      |
| 1957               | Augsburgo (RFA)    | Medalla de plata   | F1 por equipos     |